# Неклассическая логика
Неклассические логики (иногда также используется термин «альтернативные логики») — группа формальных систем, существенно отличающихся от классических логик путём различных вариаций законов и правил (например, логики, отменяющие закон исключённого третьего, меняющие таблицы истинности и т. д.). Благодаря этим вариациям возможно построение различных моделей логических выводов и логической истины.
Понятие «философская логика» нередко трактуется как обобщающее для всех неклассических логик, хотя термин имеет также и другие значения.

## Примеры неклассических логик
- Многозначная логика (англ. many-valued logic) допускает более двух значений истинности. Наиболее популярна трёхзначная логика (логика Лукасевича). Существуют логики с бесконечным набором значений истинности, такие как вероятностная и нечёткая.
- Нечёткая логика (англ. fuzzy logic, иногда размытая, расплывчатая, туманная, путаная) — исключает закон исключённого третьего и позволяет значению истинности иметь любое действительное значение в интервале от 0 до 1.
- Интуиционистское исчисление высказываний исключает закон исключённого третьего, закон двойного отрицания и законы де Моргана.
- Линейная логика исключает идемпотентность логических выводов.
- Модальная логика — является расширением классической логики, в котором, кроме стандартных логических связок, переменных и/или предикатов имеются также модальности (модальные операторы).
- Паранепротиворечивая логика (к этому типу относятся, например, двоичная и релевантная логики) отвергает закон противоречия[2].
- Релевантная логика, линеарная и немонотонная логика отказываются от монотонности следования.
- Логика вычислимости[англ.] является формальной теорией вычислимости, в отличие от классической логики, которая является формальной теорией истинности; объединяет и расширяет классическую, линеарную и интуиционистскую логики.

## Классификация неклассических логик
Существует несколько подходов к классификации неклассических логик. Так, Сьюзан Хаак в своей работе Deviant Logic («Девиантная логика», 1974) делит все неклассические логики на девиантные, квазидевиантные и расширенные логики, при этом логическая система может быть одновременно и девиантной, и являться расширением классической логики. Другие авторы в качестве основного различия неклассических логик выделяют отклонение (девиацию) и расширение.
Профессор Принстонского университета Д.Бёрджесс использует аналогичную классификацию логик, но при этом выделяет две основных группы: анти-классические и экстра-классические.
Группа расширенных логик характеризуется добавлением новых различных логических констант, например в модальной логике — «{\displaystyle \Box }», которая означает «необходимо». Для расширенных логик:
- сгенерированное множество правильно построенных формул является надмножеством множества правильно построенных формул, сгенерированных в классической логике;
- сгенерированное множество теорем является надмножеством множества теорем, сгенерированных в классической логике, и при этом новые теоремы, порожденные расширенной логикой, являются только результатом новых правильно построенных формул.

(См. также консервативное расширение).
Группа девиантных логик использует обычные логические константы, но в других значениях. В них действует только подмножество теорем классической логики. Типичным примером является интуиционистская логика, где закон исключённого третьего не имеет места.
Кроме того, можно выделить варианты логик, где содержание системы остаётся неизменным, но нотация может существенно измениться. Например, многозначная логика предикатов считается только изменением логики предикатов.
Вышеприведённая классификация не учитывает семантические эквивалентности. Например, Гёдель показал, что все теоремы интуиционистской логики имеют эквивалентные теоремы в классической модальной логике S4. Результат был обобщен на суперинтуиционистскую логику и расширения S4.
Теория абстрактной алгебраической логики также содержит средства для классификации логик, при этом большинство результатов было получено для пропозициональных логик. Существующая алгебраическая иерархия пропозициональных логик имеет пять уровней, определённых в терминах свойств соответствующих операторов Лейбница.